# OSTC
OSTC (англ. Oligosaccharyltransferase complex non-catalytic subunit) – білок, який кодується однойменним геном, розташованим у людей на 4-й хромосомі. Довжина поліпептидного ланцюга білка становить 149 амінокислот, а молекулярна маса — 16 829.
| 10         |  | 20         |  | 30         |  | 40         |  | 50         |
| ---------- |  | ---------- |  | ---------- |  | ---------- |  | ---------- |
| METLYRVPFL |  | VLECPNLKLK |  | KPPWLHMPSA |  | MTVYALVVVS |  | YFLITGGIIY |
| DVIVEPPSVG |  | SMTDEHGHQR |  | PVAFLAYRVN |  | GQYIMEGLAS |  | SFLFTMGGLG |
| FIILDRSNAP |  | NIPKLNRFLL |  | LFIGFVCVLL |  | SFFMARVFMR |  | MKLPGYLMG  |

A: Аланін

C: Цистеїн

D: Аспарагінова кислота

E: Глутамінова кислота

F: Фенілаланін

G: Гліцин

H: Гістидин

I: Ізолейцин

K: Лізин

L: Лейцин

M: Метіонін

N: Аспарагін

P: Пролін

Q: Глутамін

R: Аргінін

S: Серин

T: Треонін

V: Валін

W: Триптофан

Задіяний у такому біологічному процесі, як альтернативний сплайсинг. 
Локалізований у мембрані, ендоплазматичному ретикулумі.